# Jan Janssen
Jan Janssen, celým jménem Johannes Adrianus Janssen (* 19. května 1940 Nootdorp), je bývalý nizozemský závodník v silniční cyklistice, specialista na jednorázové závody a vítěz Tour de France 1968.
Jako amatér startoval na olympiádě 1960, kde skončil na 58. místě, vyhrál v roce 1961 závod Kolem Limburska a na Tour de l'Avenir v roce 1962 obsadil celkové třetí místo. Ve stejném roce přestoupil do profesionálního týmu Pelforth - Sauvage - Lejeune a vyhrál závod Züri-Metzgete. V roce 1964 se stal profesionálním mistrem světa v závodě jednotlivců a vyhrál celkovou klasifikaci Paříž–Nice. V roce 1965 vyhrál závod Kolem Nizozemska a v roce 1966 Bordeaux–Paříž a Brabantský šíp. V roce 1967 získal prvenství na klasikách Janov – Nice a Paříž - Roubaix i na etapové Vueltě a byl druhý na světovém šampionátu. V roce 1968 vyhrál jako první Holanďan v historii Tour de France, když o svém vítězství rozhodl až v závěrečné časovce z Melunu do Paříže, v níž připravil o žlutý trikot dosud vedoucího Belgičana Hermana Van Springela. Na Tour byl také druhý v roce 1966 a pátý v roce 1967, třikrát vyhrál bodovací soutěž (1964, 1965 a 1967) a získal sedm etapových vítězství.
V roce 1968 byl zvolen nizozemským sportovcem roku.